# Justicia para todos (reality show)
Justicia para todos fue un programa de televisión de Venezuela el cual era producido y transmitido por la cadena RCTV entre los años 1999 y 2000, cuyo formato se basaba en la resolución de conflictos, el cual fue creado y presentado por el abogado, diputado y expresidente de la Asamblea Nacional Julio Borges.
Este programa marcó un hito en la televisión venezolana y latinoamericana, ya que fue el primero en su género en televisión abierta y se convertiría, además, en el promotor de la figura legal de la Justicia de Paz en ese país sudamericano.

## Historia
A comienzos de 1999 Julio Borges, quien fungía desde 1992 como abogado y jurista y era un conocido de Marcel Granier, le propuso a éste la idea de crear un programa en donde se resolverían conflictos legales. Granier la aceptó y, así, Justicia para todos salió al aire el 17 de junio de 1999. El mismo obtuvo rápidamente buenas críticas y una gran audiencia hasta el punto que el 25 de julio de ese año el propio Borges fue elegido miembro de la convocada Asamblea Nacional Constituyente, por la que se redactaría la actual Constitución de ese país. Justicia para todos también llegó a tener una emisión nocturna (donde se tocaban temas considerados como "fuertes" para su horario) los días viernes a las 8:00 p. m., y en el programa de comedia Radio Rochela, también transmitido por RCTV, se incluyó en sus sketches una parodia llamada "Justicia para flojos", siendo el actor y humorista Gaetano Ruggiero quien interpretaba al Dr. Borges.
Sin embargo, y a pesar de que el programa seguía manteniendo un gran éxito, terminó sus transmisiones el 14 de julio de 2000, poco antes de que Borges resultara elegido diputado por el estado Miranda, durante las  elecciones generales realizadas ese mismo año.